# El Sunyer (Camprodon)
El Sunyer és una casa situada a la sortida est de Beget, municipi de Camprodon (Ripollès) inclosa en l'Inventari del Patrimoni Arquitectònic de Catalunya. Es tracta d'un conjunt d'edificis fets de pedra i teula àrab. Tenen finestres petites i a la part de dalt una galeria oberta, en la qual la teulada se sustenta per tres pilars. La coberta és a doble vessant.
El 2011 es van descobrir 3 tombes medievals d'entre el segle IX i l'XI segons les restes ceràmiques trobades.

## Descripció
El Sunyer és una masia del segle xii totalment restaurada i situada sobre la Vall de Beget, dins l'Espai d'Interès Natural d l'Alta Garrotxa. Amb 1000 m2 construïts, fou antigament un del masos més importants de la zona amb les activitats agrícoles i ramaderes pròpies de l'època. Des de l'entrada principal de l'era es pot accedir al que antigament havia estat la cuina de la casa, el centre de la vida de la llar. Mostra parets de pedra i l'antiga cisterna de recollida d'aigua de pluja, encara en servei per a abeurar els cavalls. A l'entrada principal de la casa trobem l'antiga era on se separava el gra de la palla després de la collita.

## Activitat
Va ser restaurada i durant uns anys ha estat una casa de turisme rural, però avui (2016) la seva web ens informa que ha cessat la seva activitat.